# Kvantifikace knihovní činnosti
Kvantifikace knihovní činnosti (anglicky Librametrics) je vědecká nauka, která se zabývá měřením knihovních služeb jako celku. Tento pojem zavedl v roce 1948 Shiyali Ramamrita Ranganathan, když si uvědomil, že mnohé problémy spojené s knihovní prací souvisí s velkými čísly. Cílem kvantifikace je zjištění optimálního množství zaměstnanců v jednotlivých odděleních, velikosti knihovny a dále také provádí analýzu potřeb uživatelů a zajišťuje efektivnost akvizičního systému.